# (9719) Yakage
(9719) Yakage est un astéroïde de la ceinture principale.

## Description
(9719) Yakage est un astéroïde de la ceinture principale. Il fut découvert le 18 février 1977 à Kiso par Hiroki Kosai et Kiichiro Hurukawa. Il présente une orbite caractérisée par un demi-grand axe de 2,77 UA, une excentricité de 0,04 et une inclinaison de 5,1° par rapport à l'écliptique.

## Compléments